# Marmosa constància
La marmosa constància (Marmosa constantiae) és un marsupial sense marsupi de mida mitjana de la família dels didèlfids. És arborícola i nocturn i viu en boscos humits a l'est de Bolívia, l'estat brasiler del Mato Grosso i el nord-oest de l'Argentina. Els components principals de la seva dieta són els insectes i fruits, però també pot menjar rosegadors, sargantanes i ous d'ocell.